# Jurij von Arnold
Jurij von Arnold (rysk namnform: Юрий Карлович Арнольд, Jurij Karlovitj Arnold), född den 13 november 1811, död den 8 juli 1898, var en rysk tonsättare och musikforskare.
Efter statsvetenskapliga studier i Dorpat ingick von Arnold i ryska armén. Han deltog på 1830-talet med utmärkelse som fanjunkare i polska fälttåget, men vände efter några år sin håg åt musiken.
von Arnold började studera för Johann Leopold Fuchs. De första frukterna av detta studium blev en opera, Zigenerskan, och musik till en ballad av Zjukovskij. För sistnämnda stycke kantat fick han 1839 ett pris av filharmoniska sällskapet i Sankt Petersburg.
Åren 1863-68 verkade von Arnold i Leipzig som musikalisk skriftställare (särskilt i Neue Zeitschrift für Musik) och kämpade energiskt för den så kallade nytyska skolan (Wagner, Liszt). Han bosatte sig 1870 i Moskva, där han upprättade en musikskola. 
Som tonsättare skrev von Arnold operan Pompeijs sista dagar, ett par uvertyrer med mera men ägade sig alltmera åt musikforskning, främst om den ryska liturgiska sången, där han inriktade sig på kyrkomusikens harmoniska och melodiska problem. Han reste också omkring i Ryssland för att samla material om liturgisk sång. von Arnold arbetade även på harmonilärans och sångteorins område och författade memoarer (3 band, 1892).